# جراررد اس.الاکلین
جراررد اس. الاکلین (انگلیسی: Gerald S. O'Loughlin؛ زاده ۲۳ دسامبر ۱۹۲۱-درگذشته ۳۱ ژوئیهٔ ۲۰۱۵) بازیگر آمریکایی بود.
از فیلم‌های معروف او می‌توان به بازی در مجموعه تلویزیونی خانه ما و فیلم کوئیک‌سیلور اشاره کرد.

## مرگ
اولافلین و همسر سابقش مریل آبلز دو فرزند داشتند: کریس اولافلین (زاده ۱۹۶۷)، عضو تیم شمشیربازی المپیک ۱۹۹۲ ایالات متحده، و لورا اولافلین. وی در ۳۱ ژوئیه ۲۰۱۵ به مرگ طبیعی در لس آنجلس درگذشت.